# Charaxes instabilis
Charaxes instabilis är en fjärilsart som beskrevs av Van Someren 1969. Charaxes instabilis ingår i släktet Charaxes och familjen praktfjärilar. Inga underarter finns listade i Catalogue of Life.